# Johan Ludvig Brant
Johan Ludvig Brant, född 27 februari 1757 i Stockholm, död 5 juni 1814 i Göteborg, var en svensk skärgårdsofficer. Han var son till Per Brant.
Brant blev sergeant i Skärgårdsflottan 1770. Han erhöll sitt första uppdrag att göra officers tjänst gavs honom av Jacob Magnus Sprengtporten omedelbart efter Gustav III:s statskupp 19 augusti 1772, och hans befordran till fänrik konfirmerades av kungen 25 september 1772. Efter några års tjänst vid flottan begav han sig 1776 utomlands, och tjänstgjorde i Brittiska och Amerikanska flottan samt i Västindien. I sin frånvaro befordrades han 1777 och blev vid sin återkomst befordrad till kapten. 1794 utnämndes Brant till chef för ett kompani i Kristina, blev befordrad till major 1796 och erhöll samma år sekundmajors lön vid Sveaborgseskadern. 1800 blev han premiärmajor vid Sveaborgseskadern, 1801 major och tygmästare vid Åboeskadern, och 1805 överstelöjtnant i flottorna.
Under finska kriget erhöll Brant order att med en eskader kanonslupar gå mot Nystad för att förstöra den där liggande ryska flottiljen. Han lättade ankar 26 augusti, blev till en början fördröjd av motvind men kom efterhand i ett gynnsamt läge och angrep 29 augusti i Grönvikssund den ryska Nystadseskadern, som under tiden utlöpt i Åbofarleden. Efter stora förluster på båda sidor drog sig ryssarna tillbaka. Detta kom att bli den enda segerrika drabbningen för den svenska flottan under hela kriget. Tyvärr kom inte framgångarna att framgångsrikt utnyttjas.
Brant drog sig tillbaka för att reparera skadorna på sina slupar och var i september reda för nya uppdrag. Hans eskader ställdes under befäl av Salomon von Rajalin och utkämpade 18 september en ny strid i Skärgårdsslaget vid Palva sund, vilken dock slutade med svensk reträtt även om man lyckades orsaka avsevärda förluster för ryssarna. Efter detta var den svenska skärgårdsflottan i sådant tillstånd att man inte förmådde fortsätta sina operationer. Vid en omorganisation av flottan utsågs Brant till befälhavare över första brigaden man ansåg sig ha fått ett för lågt befäl.
Han återvände i oktober 1808 till Stockholm åberopande sjukdomsskäl och kom inte att spela någon större roll under fortsättningen av kriget. I november utsågs han till premiärmajor och kompanichef vid Stockholmseskadern, i december befordrades han till överste i arméns flotta. Under maj 1811 användes Brant för vissa spaningsuppdrag i Stockholms skärgård och blev i juli 1811 chef för Göteborgseskadern av arméns flotta, en tjänst han sedan innehade till 1814, då han i början av året erhöll tjänstledighet på grund av sjukdom, innan han på sommaren avled.
Brant blev riddare av Svärdsorden 1791, med stort kors 1808.